# Фрижидер
Фрижидер (од робне марке Fridgidaire) или хладњак, расхладни је уређај намењен складиштењу лако кварљиве, односно температурно осетљиве хране на ниским температурама. Уобичајена температура у хладњаку је између +4 °C и +8 °C, а замрзивачи достижу и до -20 °C. Сем за храну и пиће, користе се и за чување лекова, хемикалија и сличних производа. Биохемијски, ниска температура успорава хемијске реакције и биолошке процесе који доводе до разлагања протеина и размножавања микроорганизама опасних по здравље у случају хране, и разлагања хемикалија што их чини неупотребљивим.
Хлађење је есенцијална техника складиштења хране широм света. Нижа температура смањује брзину размножавања бактерија, те фрижидер смањује стопу кварења. Фрижидер одржава температуру неколико степени изнад тачке смрзавања воде. Оптимални температурни опсег за складиштење кварљиве хране је 3—5 °C (37—41 °F). Сличан уређај који одржава температуру испод тачке смрзавања воде назива се замрзивач. Фрижидер је заменио ледену кутију, која је скоро век и по била уобичајени кућни апарат. Америчка Управа за храну и лекове препоручује да се фрижидер држи на или испод 40 °F (4 °C) и да замрзивач буде регулисан на 0 °F (−18 °C).

## Историја
Хладњаци постоје од тридесетих година двадесетог века. Они су као расхладно средство користили гасове амонијак, метил-хлорид и сумпор-диоксид. Након бројних тровања узрокованих цурењем метил-хлорида из хладњака, он је избачен из употребе. Слична ситуација била је и са амонијаком и сумпор-диоксидом. Заменила их је Миџлијева „чудесна мешавина”, патентирана 1928. и названа фреон — смеша флуорохлороугљоводоника, који се и данас користи. Данашњи хладњаци имају велику могућност очувања производа. Тако, на пример, свеже млеко садржи око 3.000 бактерија у кубном центиметру. После два дана на 15 °C, млеко ће се укиселити, а садржаће око 40.000.000 бактерија. У модерном хладњаку, након истог времена ће их имати само око 4.000.

### Технолошки развој
Античко порекло
Древни Иранци су били међу првима који су измислили облик великог евапоративног хладњака који се зове јахчал користећи подземне складишне просторе, велику надземну структуру са куполом направљену од дебелих зидова и опремљену хватачима ветра (названим „бадгирс“), раздељених даље у низу од „каната”, или стил аквадукта који се користио у древном Ирану.
Пределектрично хлађење
У модерно доба, пре проналаска модерног електричног фрижидера, ледене куће и ледене кутије су коришћене да обезбеде хладно складиштење током већег дела године. Смештене у близини слатководних језера или напуњене снегом и ледом током зиме, некада су биле веома честе. Природна средства се и данас користе за хлађење хране. На планинским обронцима, отицање снега који се топи је згодан начин за хлађење пића, а током зиме млеко се може дуже одржавати свежим ако се држи на отвореном. Реч „хладњак“ је коришћена још у 17. веку.
Вештачко хлађење
Историја вештачког хлађења почела је када је шкотски професор Вилијам Кален 1755. године дизајнирао малу машину за хлађење. Кален је користио пумпу да створи делимични вакуум над посудом диетил етра, који је затим кључао, апсорбујући топлоту из околног ваздуха. Експеримент је чак створио малу количину леда, али у то време није имао практичну примену.
Године 1805. амерички проналазач Оливер Еванс описао је затворени циклус хлађења паром компресијом за производњу леда помоћу етра под вакуумом. Британски научник Мајкл Фарадеј је 1820. године користио високе притиске и ниске температуре да утечни амонијак и друге гасове, а 1834. године амерички исељеник у Велику Британију Џејкоб Перкинс изградио је први радни парно-компресиони расхладни систем. Био је то уређај затвореног циклуса који је могао да ради непрекидно. Сличан покушај је 1842. године направио амерички лекар Џон Гори, који је направио радни прототип, али је то био комерцијални неуспех. Америчком инжењеру Александару Твајнингу је 1850. године издат британски патент за систем компресије паре који користи етар.
Први расхладни систем са апсорпцијом гаса који користи гасовити амонијак растворен у води (који се назива „аква-амонијак”) развио је Фердинанд Каре из Француске 1859. године и патентирао га 1860. Карл фон Линде, професор инжењерства на Технолошком универзитету у Минхену у Немачкој, патентирао побољшану методу пречишћавања гасова у течном стању 1876. Његов нови процес омогућио је употребу гасова као што су амонијак (NH3), сумпор-диоксид (SO2) и метил хлорид као расхладна средстава и они су се у те сврхе широко користили до касних 1920-их година.

### Residential refrigerators
Године 1913. Фред В. Волф из Форт Вејна, Индијана, изумео је и произвео прве електричне фрижидере за кућну и кућну употребу, са моделима који се састоје од јединице која је била монтирана на кутију за лед. Његов први уређај, произведен у наредних неколико година у неколико стотина јединица, звао се DOMELRE. Године 1914. инжењер Натанијел Б. Велс из Детроита, Мичиген, представио је идеју за практичну електричну расхладну јединицу, која је касније постала основа за Келвинатор. Самостални фрижидер, са компресором на дну ормарића, изумео је Алфред Меловес 1916. Меловес је произвео овај фрижидер комерцијално, али га је купио Вилијам K. Дурант 1918. године, који је покренуо компанију Фриџидер (од чијег бренда и потиче српски колоквијални назив "фрижидер") за масовну производњу фрижидера. Компанија Келвинатор је 1918. године представила први фрижидер са неком врстом аутоматске контроле. Апсорпциони фрижидер су изумели Балцар фон Платен и Карл Мантерс из Шведске 1922. године, док су још били студенти Краљевског технолошког института у Стокхолму. Тај модел је постао светски успех и Електролукс га је комерцијализовао. Други пионири су били Чарлс Телије, Дејвид Бојл и Раул Пикте. Карл фон Линде је први патентирао и направио практичан и компактан фрижидер.
Први фрижидер који је добио широку употребу био је фрижидер „Монитор-Топ“ компаније Џенерал Електрика који је представљен 1927. године. Тако је назван, од стране јавности, због своје сличности са топовском куполом на гвозденом ратном броду УСС Монитор из 1860-их. Склоп компресора, који је емитовао велику количину топлоте, био је постављен изнад ормана и ограђен украсним прстеном. Произведено је преко милион јединица. Као медијум за хлађење, ови фрижидери су користили или сумпор-диоксид, који је корозиван за очи и може изазвати губитак вида, болне опекотине и лезије на кожи, или метил формат, који је веома запаљив, штетан за очи и токсичан ако се удише или прогута.
Увођење фреона током 1920-их проширило је тржиште фрижидера током 1930-их и обезбедило безбеднију алтернативу ниске токсичности за претходно коришћена расхладна средства. Одвојени замрзивачи постали су уобичајени током 1940-их; израз за уређај, популаран у то време, био је дубоко замрзавање. Ови уређаји, или кућни апарати, нису ушли у масовну производњу за употребу у кући све до након Другог светског рата. Педесетих и шездесетих година 20. века дошло је до техничког напретка попут аутоматског одмрзавања и аутоматског прављења леда. Ефикаснији фрижидери су развијени 1970-их и 1980-их, иако су еколошки проблеми довели до забране веома ефикасних (фреонских) расхладних средстава. Рани модели фрижидера (из 1916. године) имали су хладни одељак за посуде за коцкице леда. Од касних 1920-их, свеже поврће је успешно прерађивано замрзавањем од стране компаније Постум (претеча компаније Џенерал Фудс), која је стекла технологију када је купила права на успешне методе свежег замрзавања Кларенс Бердсеја.

## Начин рада
Најпростије речено, хладњак представља уређај који уз помоћ расхладног средства одузима топлоту из намирница и предаје је околини ван хладњака. Његови главни делови су компресор, кондензатор, испаривач и термостат. Помоћу њих, темпаратура се спушта са собне на температуру између +4 °C и +8 °C, ако је у питању краткотрајно чување (фрижидер), а до -20 °C ако је у питању дуготрајно чување (замрзивач). Компресор којег покреће електромотор сабија расхладно средство, нпр. амонијак или фреон. Кондензатор је под високим притиском, услед којег сабијени расхлађивач прелази из гасовитог у течно стање (кондензација). Испаривач има већу запремину, па расхлађивачу пада притисак, те он, потпомогнут топлотом коју одузима из унутрашњости хладњака, испарава, а затим и напушта хладњак. Термостат или терморегулатор не учествује у самом процесу хлађења, али регулише температуру на тај начин што прекида довод струје ка електромотору и тако зауставља хлађење када се хладњак охлади до жељене температуре.

## Галерија
- Ајскасна, примитивни хладњак
- Унутрашњост ајскасне
- Браћа Голднер ајскасна